# Гехтофф, Соня
Соня Гехтофф (англ. Sonia Gechtoff; 1926—2018) — американская художница, абстрактный экспрессионист и педагог.
По словам Чарльза Дина (Charles Randall Dean), чья коллекция абстрактных экспрессионистских гравюр была приобретена Библиотекой Конгресса США, Соня Гехтофф была «самой выдающейся женщиной, работавшей в Калифорнии в 50-х годах» («the most prominent woman working in California in the '50s.»).

## Биография
Родилась 25 сентября 1926 года в Филадельфии у Леонида Гехтоффа (Leonid Gechtoff) и его жены Этель (Ethel или Etya). Её отец был успешным художником родом из Российской империи (Одесса). Мать управляла художественными галереями, в том числе её собственной галереей East and West Gallery, расположенной в Сан-Франциско, Калифорния.
Обучать живописи Соню начал отец с шести лет, усаживая дочь рядом с собой, работая за мольбертом. Талант в девочке проявился рано и она обучалась в ряде школ для художественно одаренных детей. Высшее образование получила а 1950 году, окончив Пенсильванскую академию изящных искусств со степенью бакалавра изобразительных искусств (BFA).
В 1951 году Соня Гехтофф переехала в Сан-Франциско, где познакомилась с такими художниками, как Хассел Смит, Филипп Робер (Philip Roeber), Мадлен Даймонд (Madeline Dimond), Эрнест Бриггс, Элмер Бишофф, Байрон МакКлинток и Дебора Ремингтон. Она была погружена в культуру поколения битников Области залива Сан-Франциско San Francisco Bay Area. По её словам, женские абстрактные художники-экспрессионисты в Сан-Франциско не сталкивались с той дискриминацией, которую ощущали их нью-йоркские коллеги. Здесь Гехтофф изучала литографию с Джеймсом Баддом Диксоном в California School of Fine Arts (ныне Институт искусств Сан-Франциско). Но основное её творчество было связано с абстрактным экспрессионизмом — некоторые из её самых известных художественных работ были сделаны в Области залива Сан-Франциско, включая картину «Etya», которая находится в Оклендском музее Калифорнии. В 1953 году Соня вышла замуж за Джеймса Келли — известного художника этого же региона.
Национальное признание художница получила в 1954 году, когда её работы были представлены на выставке молодых художников американского в музее Гуггенхайма вместе с Виллемом де Кунингом, Францем Клайном, Робертом Мазервеллом и Джексоном Поллоком. Вскоре после смерти её матери, в 1958 году, Соня и Джеймс переехали в Нью-Йорк, где они сразу стали частью нью-йоркского мира искусства. Гехтофф была представлена крупными нью-йоркскими галереями, среди которых были Poindexter Gallery и Gruenebaum Gallery, получив отличные отзывы о своей работе. Одновременно она занималась преподаванием в качестве приглашенного профессора в Нью-Йоркском университете, Adelphi University, Художественном институте Чикаго и Национальной академия дизайна.
Соня Гехтофф была участницей ряда групповых выставок, включая павильон США на Всемирной выставке 1958 года в Брюсселе, а также персональных выставок в Сан-Франциско, Лос-Анджелесе и Нью-Йорке. Её работы находятся во многих музеях США, в том числе в Метрополитен-музее, Музее Соломона Гуггенхейма, Балтиморском художественном музее, Музее современного искусства Сан-Франциско, Нью-Йоркском музее современного искусства, Музее американского искусства Уитни и других. В 1993 году она была избрана в Национальную академию дизайна, в 2013 году удостоена премии Lee Krasner Lifetime Achievement Award.
Умерла 1 февраля 2018 года в хосписном центре в Бронксе, Нью-Йорк.
С 1953 года была замужем за Джеймсом Келли — тоже художником абстрактного экспрессионизма. У них были дети — Susannah Leigh Kelly и Miles Tamarind Kelly.